# Людмил Досев
Капитан Людмил Милушев Досев е осъден, бивш служител в българските сили за сигурност.
Роден е на 24 ноември 1959 г. в гр. Горна Оряховица. Завършва Школата на МВР в кв. Симеоново, София. Достига до звание капитан в силите за сигурност. Напуска органите на сигурността през 1992 г.
През 1994 г. е задържан по обвинение в неправомерно присвояване на кредит от банки в Северна България. Той е сред главните обвиняеми по нашумялото по онова време дело „Акрам“. От затвора излиза през 1998 г. През 2008 г. е осъден от Върховния касационен съд на 6 години лишаване от свобода. Главният обвиняем по делото Джамал Акрам се самоубива в испанския затвор „Сото дел Реал“ през 1999 г.